# Distretto di Tolbo
Il distretto di Tolbo è uno dei quattordici distretti (sum) in cui è suddivisa la provincia del Bajan-Ôlgij, in Mongolia. Conta una popolazione di 4.136 abitanti (censimento 2009). 